# Antonio Candido
Antônio Cândido de Mello e Souza Neto (né le 24 juillet 1918 à Rio de Janeiro et mort le 12 mai 2017 à São Paulo) est un essayiste, professeur d'Université spécialiste de littérature comparée et l'un des principaux critiques littéraires brésiliens.

## Biographie
Après des études en sciences sociales, il enseigne à la faculté de philosophie, lettres et sciences humaines de l'Université de Sao Paulo. Il fonde la revue Clima en 1941. Il milite au Parti socialiste brésilien et occupe la fonction de rédacteur en chef de son journal entre 1956 et 1960. Il participe à la fondation du Parti des travailleurs en 1980.

## Distinctions
- Prix Camões en 1998[4].
- Prix international Alfonso Reyes en 2005[4].

## Ouvrages
- Introduction à la méthode critique de Silvio Romero (Introdução ao método crítico de Sílvio Romero), 1945
- Fiction et confession: étude sur l'œuvre de Graciliano Ramos (Ficção e confissão: estudo sobre a obra de Graciliano Ramos), 1956
- Formation de la littérature brésilienne: moments décisifs (Formação da literatura brasileira: momentos decisivos), 1959
- L'Observateur Littéraire (O observador literário), 1959
- Thèse et Antithèse: essais (Tese e antítese: ensaios), 1964
- Les partenaires du Rio Bonito: étude sur le caipira  paulista et la transformation de leurs modes de vie (Os parceiros do Rio Bonito: estudo sobre o caipira paulista e a transformação dos seus meios de vida), 1964
- Littérature et societé: études de théorie et d'histoire littéraire (Literatura e sociedade: estudos de teoria e história literária), 1965
- Écrits divers (Vários escritos), 1970
- Formation de la Littérature Brésilienne (Formação da literatura brasileira), 1975
- Teresina etc., 1980
- Dans la classe: cahier d'analyse littéraire (Na sala de aula: caderno de análise literária), 1985
- L'Éducation par la nuit et autres essais (A educação pela noite e outros ensaios), 1987
- L'Étude analytique du poème (O estudo analítico do poema), 1987
- Coupures, 1993
- Le discours et la cité (O discurso e a cidade), 1993
- L'endroit et l'envers, essais de littérature et de sociologie, éditions Métailié, 1995
- Teresina et ses amis (Teresina e seus amigos), 1996
- Initiation à la littérature brésilienne (Résumé pour débutants) (Iniciação à literatura brasileira (Resumo para principiantes)), 1997
- Le Romantisme au Brésil (O Romantismo no Brasil), 2002
- Un fonctionnaire de la monarchie: essai sur le deuxième rang (Um funcionário da monarquia: ensaio sobre o segundo escalão), 2002.